# Pleasant Hill (Kalifornia)
Pleasant Hill város az Amerikai Egyesült Államok Kalifornia államában, Contra Costa megyében. Lakosainak száma 34 613 fő (2020. április 1.).

## Népesség
A település népességének változása:

| 2010 | 33 152 |
| 2020 | 34 613 |